# Paratomapoderus kivuensis
Paratomapoderus kivuensis es una especie de coleóptero de la familia Attelabidae.

## Distribución geográfica
Habita en Ruanda.